# Адріатичне шосе

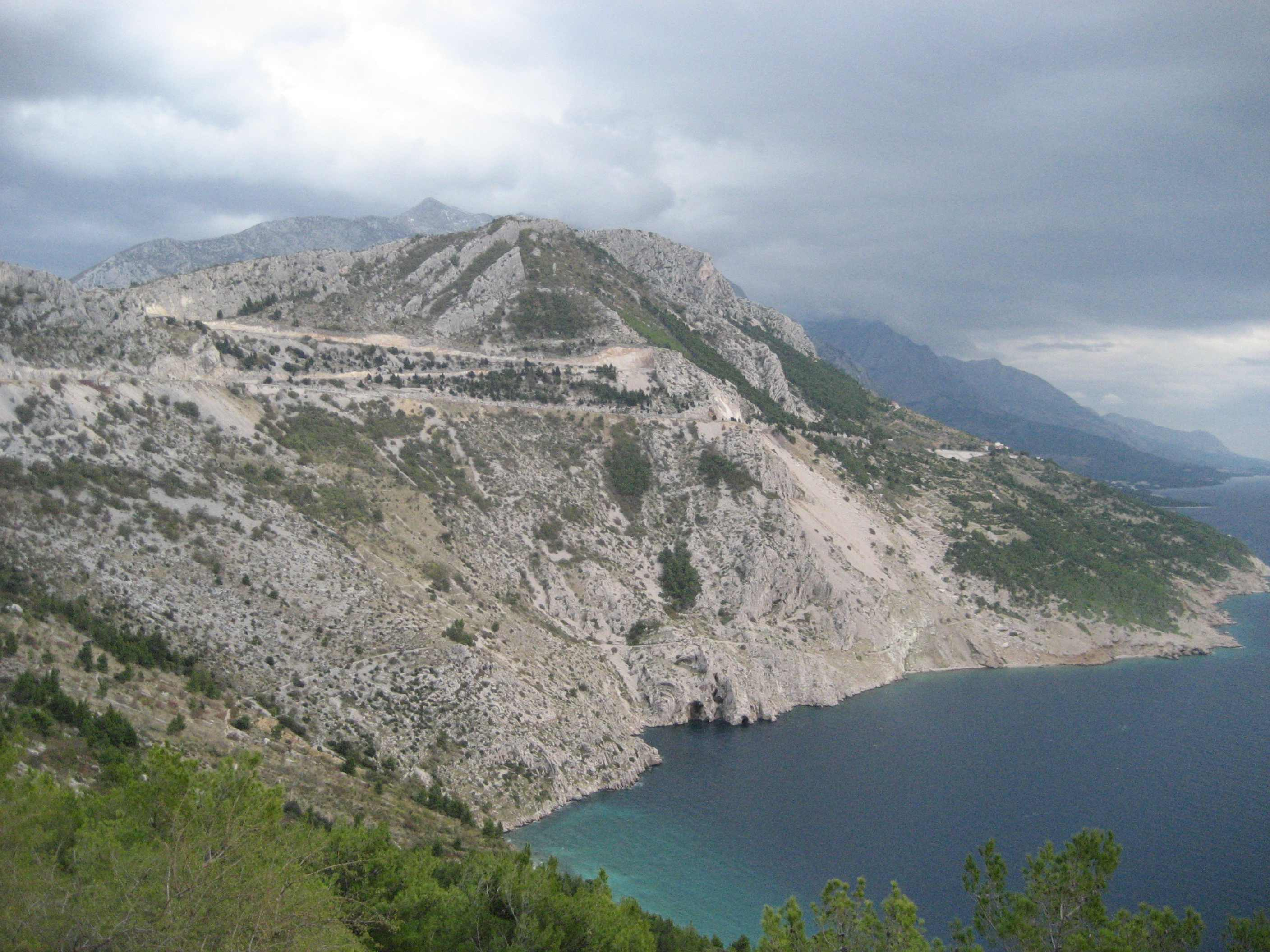
Ділянка шосе, Макарська

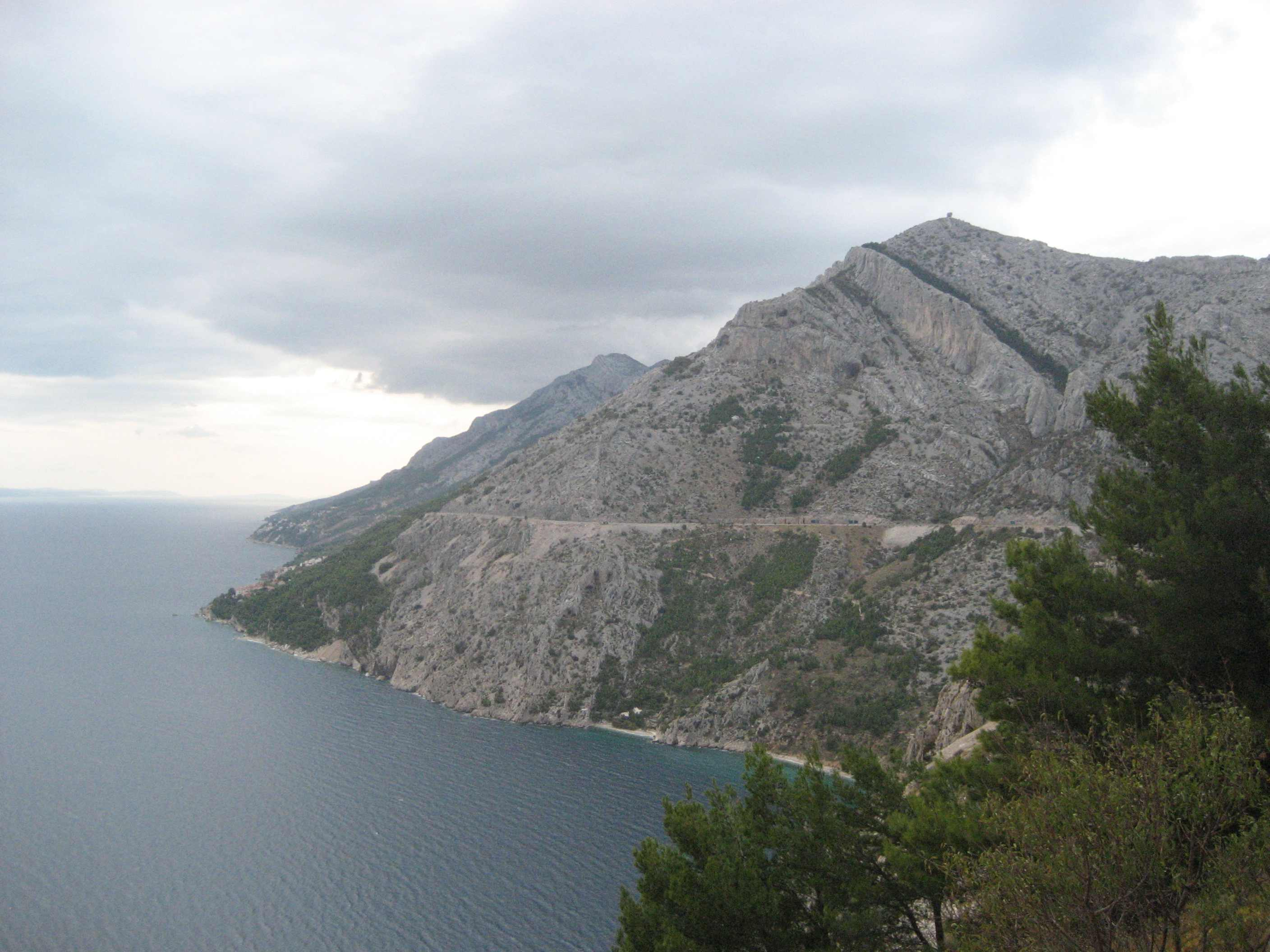
Ділянка шосе, Тучепі

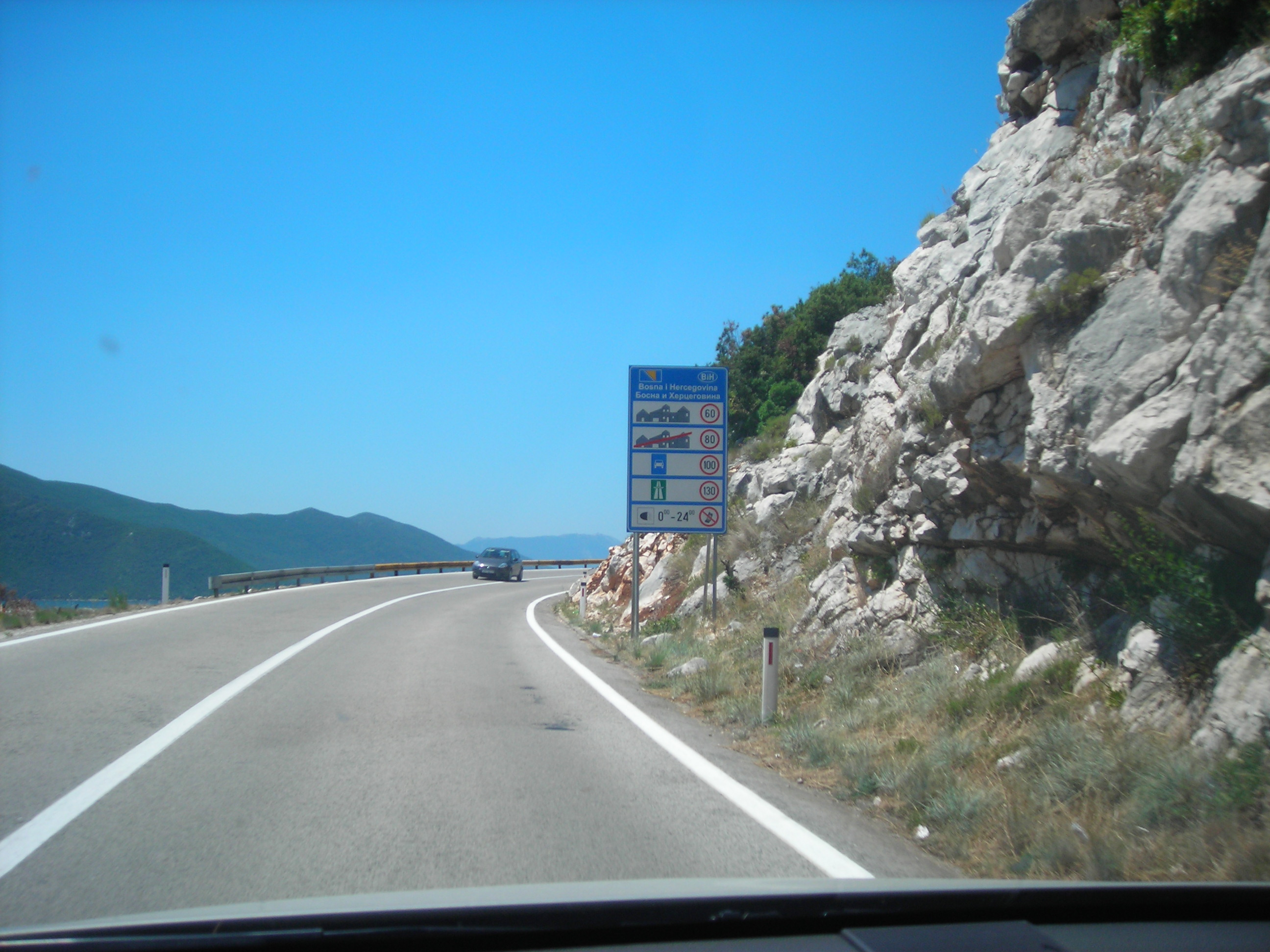
Ділянка шосе, на південь від Неума

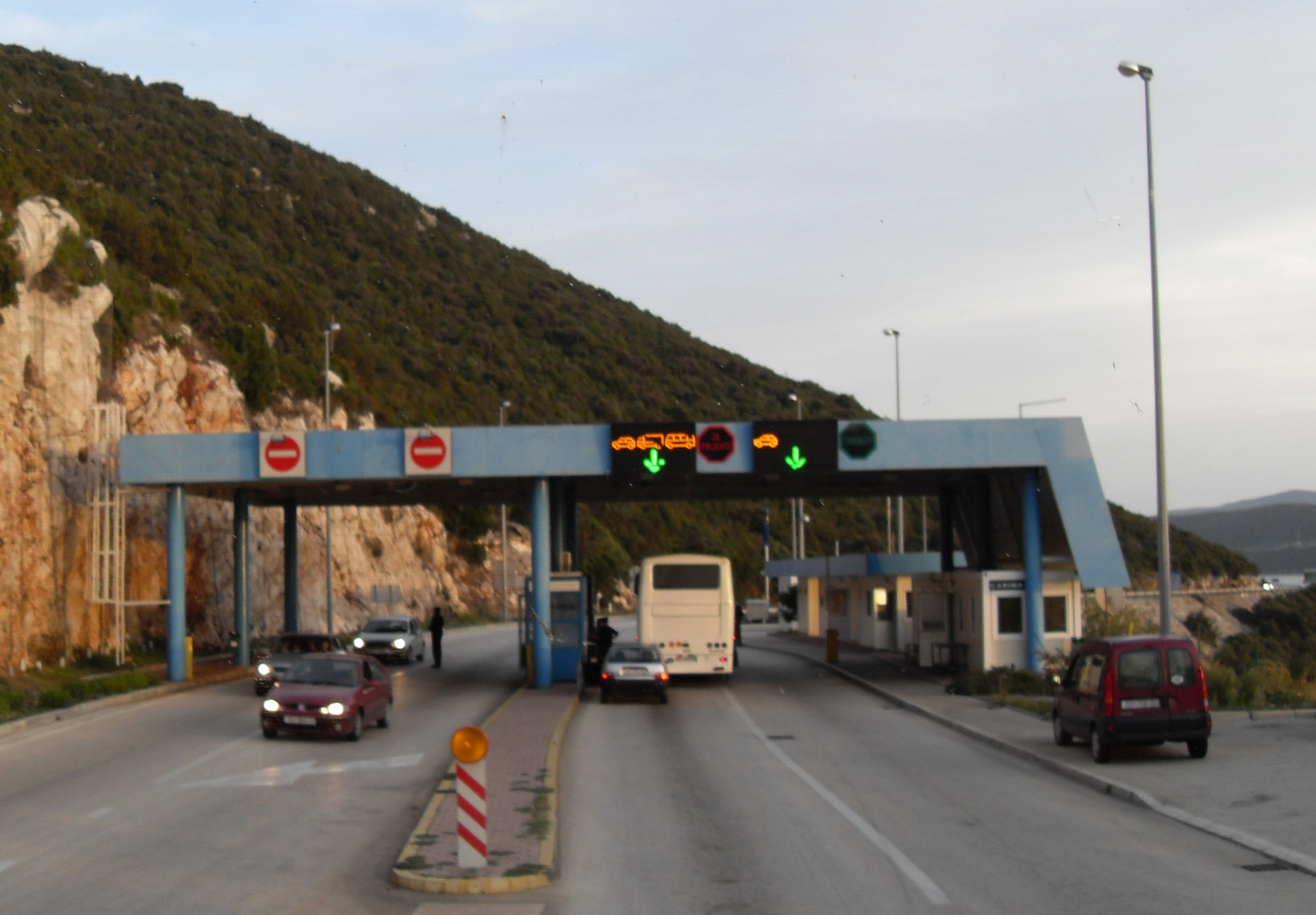
Боснійський кордон на північ від Неума

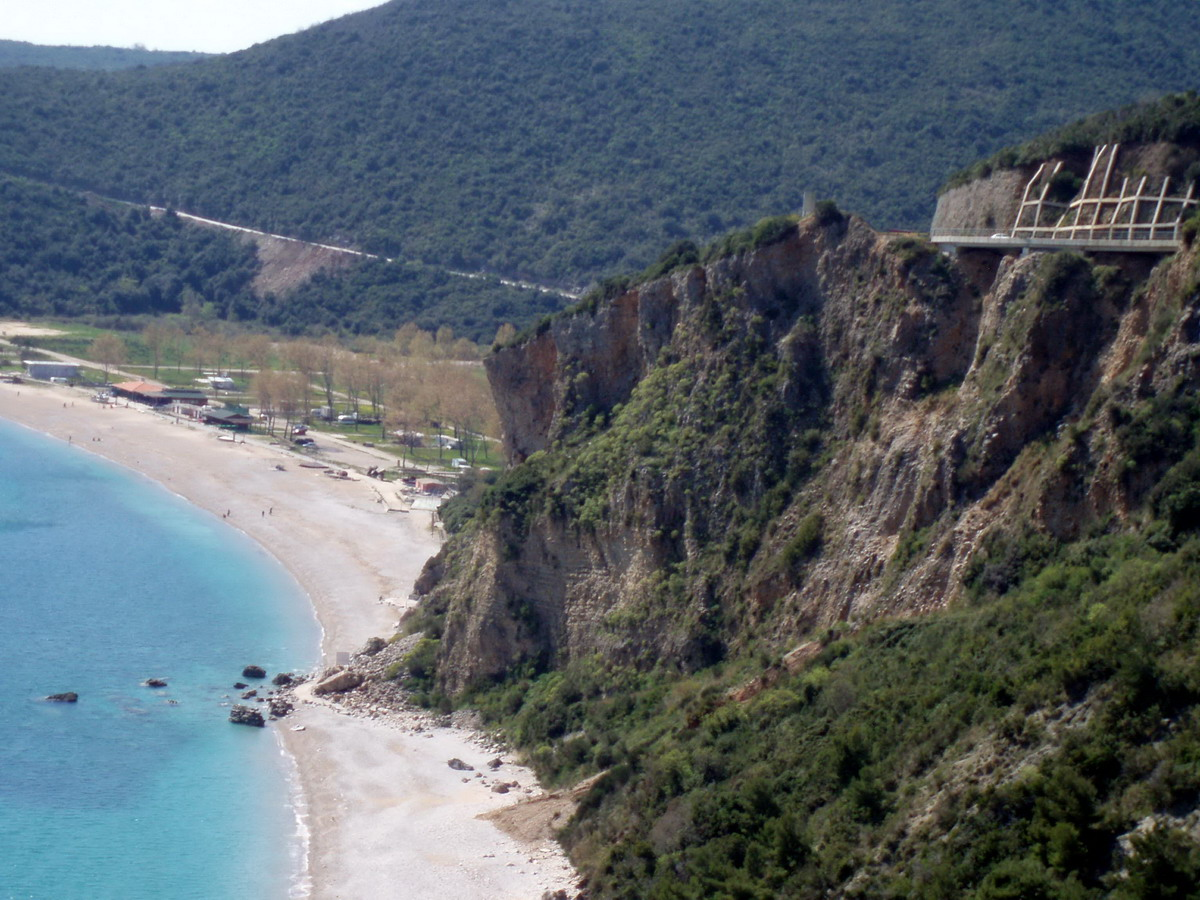
Ділянка шосе біля пляжу Яз, Будва

Адріатичне шосе (хорв. Jadranska magistrala, серб. Јадранска магистрала) — автомобільне шосе, що прямує східним узбережжям Адріатичного моря і входить до складу європейського маршруту E 65. Дорога проходить переважно по території Хорватії, хоча її невеликі ділянки є на території Боснії і Герцеговини та Чорногорії. Це повністю двосмугова дорога, за винятком переривчастих коротких ділянок з двома проїзними частинами поблизу містечок Трогір, Каштела і Спліт. Планується продовжити автостраду, щоб охопити Трогір і Омиш. Альтернативою Адріатичному шосе має стати Адріатично-Іонічне шосе.

## Складові
Адріатичне шосе прямує по східному узбережжю Адріатичного моря і проходить через території Хорватії, Боснії і Герцеговини та Чорногорії. Велика частина шосе знаходиться на території Хорватії.

### Хорватія
Офіційно хорватська секція шосе класифікується як державна дорога D8. Починається біля кордону зі Словенією, проходить через міста Рієка, Сень, Задар, Шибеник, Спліт, Опузен і Дубровник аж до кордону з Чорногорією в Карасовичах. Велика частина дороги D8 — двосмугова, за винятком декількох чотирисмугових ділянок. Загальна довжина — 643,1 км.
У XX сторіччі автострада було головною дорогою, що з'єднувала все Адріатичне узбережжя Хорватії. З 2000-х років значна частина трафіку було передано на багатосмугові магістралі, і вздовж узбережжя триває будівництво подібних доріг. Паралельно цьому шосе проходять автомагістралі A7 (Рупа — Светі-Кузам), A6 (Рієка — Босілево) і A1 (Босілево — Задар — Спліт — Плоче).. У порівнянні з сучасними магістралями є менш безпечною, але все ще є альтернативою платним дорогам. Найбільше навантаження зазнає ділянка Рієка — Сень.
Оскільки паралельна автомагістраль A1, на 2017 рік закінчується приблизно за 20 км на північний захід від Плоче, туристи, що прямують на південь, зазвичай переходять на Адріатичне шосе. Через 30 км після Плочі починається невелика ділянка Боснії та Герцеговини біля міста (Неум) між Клеком і Затон Долі. Після цього автострада прямує до Дубровника вздовж берегової лінії.
Після завершення робіт на магістралях A1 і A7 частина Адріатичного шосе від Плоче до Дубровника буде оновлена: додадуться нові смуги, тунелі і мости (в тому числі міст Пелєшаць). Питання про поліпшення інших частин залишається відкритим. На схід від Дубровника дорога проходить повз аеропорт Дубровника і завершується в Чорногорії на кордоні в Карасовичах (Дебелі-Брієг на чорногорській території).

### Боснія і Герцеговина
Шосе проходить по невеликій ділянці Боснії і Герцеговини у Неумі в точках Неум-1 (Клек з хорватської сторони) на захід і Неум-2 (Затон-Долі з хорватської сторони) на схід. Стан дороги оцінюється як незадовільний, станом на липень 2012 року не було прийнято конкретного рішення про ремонт дороги.

### Чорногорія
Двосмугова дорога прямує від Херцег-Нові через міста Тиват, Будва, Петроваць на Мору, Сутоморе і Бар в Ульцинь. Автострада прямує уздовж Которської затоки через Котор, однак частіше водії обирають поромну переправу через протоку Веріге між Херцег-Нові і Тиватом. Планів будівництва будь-яких нових приморських магістралей або доріг у Чорногорії немає, за винятком зведення мосту через протоку Вериге.
У внутрішню Чорногорію ведуть дві дороги від Адріатичного шосе: з Будви до Цетинє та з Сутоморе через тунель Созина. Дороги, що з'єднані з хорватської мережею доріг через Дебелі-Брієг в общині Херцег-Нові, закінчуються на схід від Ульциня. Від Херцег-Нові до Хай-Нехай біля Сутоморе дорога входить до складу європейських маршрутів E65 і E80, які з'єднуються в єдину дорогу E851.